# Teresa Sempere Jaén
María Teresa Sempere Jaén (Elche, Alicante, Comunidad Valenciana, junio de 1947-22 de marzo de 2023) fue una política y  administradora española.
Militante del Partido Socialista del País Valenciano y de la Unión General de Trabajadores.
Durante muchos años ha sido Concejala y Teniente de Alcalde en el Ayuntamiento de su municipio natal.
Al mismo tiempo ha sido Diputada en el Congreso de los Diputados y en la Diputación Provincial de Alicante, además de ocupar diversos cargos en su partido.
Fue Presidenta Autonómica del PSPV-PSOE (desde abril de 2012)

## Biografía

### Inicios y carrera municipal
Nacida en el municipio alicantino de Elche, en junio de 1947.
Tras finalizar sus estudios primarios y secundarios y obteniendo así su graduado escolar, comenzó a sus diecisiete años a trabajar en un taller de costura. Poco tiempo después, trabajó en una gestoría y también en la guardería municipal de Elche.
Es militante del Partido Socialista del País Valenciano (PSPV-PSOE) y de la Unión General de Trabajadores (UGT) desde el año 1976.
Inició su carrera política como Concejal del Ayuntamiento de Elche, desde el primer gobierno tras las primeras Elecciones municipales de España de 1979.
Seguidamente también fue Primera Teniente de Alcalde, bajo el mandato de los ediles socialistas: Ramón Pastor Castell, Manuel Rodríguez Maciá, Diego Maciá Antón y Alejandro Soler Mur

### Diputada nacional y provincial
Al mismo tiempo que compaginaba sus labores como regidora municipal, también fue elegida como diputada nacional en el Congreso de los Diputados tras haberse presentado en las listas del Partido Socialista Obrero Español (PSOE) por la Circunscripción electoral de Alicante a las Elecciones generales de España de 1989 y 1993.
Como diputada en el congreso permaneció durante la IV y V Legislatura, tomando posesión de su escaño el día 20 de noviembre de 1989.
Durante estas legislaturas fue Vocal de las Comisiones parlamentarias de Política Social y Empleo (1993-1996) y de los Derechos de la Mujer (1994-1996), también fue Ponente de las ponencias de elaboración de informes acerca de la pobreza en el Estado español (1994-1996) y de la de Prop.L.s, Derecho de Residencia y Circulación de Minusválidos (1995-ibídem).
Luego a partir del 9 de enero de 1996, dejó su escaño nacional y al poco tiempo fue escogida como diputada provincial en la Diputación Provincial de Alicante.

### PSPV-PSOE
Ya en la época de su llegada al Partido Socialista del País Valenciano (PSPV-PSOE) ha estado ocupando diversos cargos de responsabilidad.
En 1976 comenzó siendo miembro de la ejecutiva local.
Desde 1978 fue Secretaria de la Mujer, Bienestar Social, Presidencia y Secretaria General a nivel comarcal, desde 1986 perteneció al comité autonómico durante ocho años y entre 1991-1995 al comité federal.
En 2004 fue elegida Presidenta de la ejecutiva local en Elche y pasó al comité nacional.
En 2011 renunció a sus cargos de concejala y teniente de alcalde, pero continuó al frente del partido en el municipio.
Y actualmente en sucesión de Óscar Tena García, desde el día 1 de abril de 2012, tras ser requerida por el nuevo Secretario General del PSPV-PSOE Ximo Puig para una remodelación, es la nueva presidenta del partido autonómico y también junto a la exministra Leire Pajín se ha convertido en la persona más importante de la nueva ejecutiva.